# Xanthosoma yucatanense
Xanthosoma yucatanense är en kallaväxtart som beskrevs av Adolf Engler. Xanthosoma yucatanense ingår i släktet Xanthosoma och familjen kallaväxter. Inga underarter finns listade.